# L'Hermenault
L'Hermenault est une commune française située dans le département de la Vendée, en région Pays de la Loire.

## Géographie
Le territoire municipal de L'Hermenault s'étend sur 1 143 hectares. L'altitude moyenne de la commune est de 52 mètres, avec des niveaux fluctuant entre 22 et 72 mètres,.
| Saint-Valérien | Saint-Martin-des-Fontaines | Marsais-Sainte-Radegonde |
| Pouillé        | L'Hermenault               |                          |
|                | Petosse                    | Serigné                  |

### Climat
Pour des articles plus généraux, voir Climat des Pays de la Loire et Climat de la Vendée.
En 2010, le climat de la commune est de type climat océanique franc, selon une étude du CNRS s'appuyant sur une série de données couvrant la période 1971-2000. En 2020, Météo-France publie une typologie des climats de la France métropolitaine dans laquelle la commune est exposée à un climat océanique et est dans la région climatique  Bretagne orientale et méridionale, Pays nantais, Vendée, caractérisée par une faible pluviométrie en été et une bonne insolation. 
Pour la période 1971-2000, la température annuelle moyenne est de 11,9 °C, avec une amplitude thermique annuelle de 14,4 °C. Le cumul annuel moyen de précipitations est de 815 mm, avec 12,6 jours de précipitations en janvier et 6,7 jours en juillet. Pour la période 1991-2020, la température moyenne annuelle observée sur la station météorologique de Météo-France la plus proche, « Sainte Gemme la Plaine_sapc », sur la commune de Sainte-Gemme-la-Plaine à 16 km à vol d'oiseau, est de 13,0 °C et le cumul annuel moyen de précipitations est de 809,1 mm,. Pour l'avenir, les paramètres climatiques de la commune estimés pour 2050 selon différents scénarios d'émission de gaz à effet de serre sont consultables sur un site dédié publié par Météo-France en novembre 2022.

## Urbanisme

### Typologie
Au 1er janvier 2024, L'Hermenault est catégorisée commune rurale à habitat dispersé, selon la nouvelle grille communale de densité à sept niveaux définie par l'Insee en 2022.
Elle est située hors unité urbaine. Par ailleurs la commune fait partie de l'aire d'attraction de Fontenay-le-Comte, dont elle est une commune de la couronne,. Cette aire, qui regroupe 30 communes, est catégorisée dans les aires de moins de 50 000 habitants,.

### Occupation des sols
L'occupation des sols de la commune, telle qu'elle ressort de la base de données européenne d’occupation biophysique des sols Corine Land Cover (CLC), est marquée par l'importance des territoires agricoles (76,2 % en 2018), une proportion sensiblement équivalente à celle de 1990 (76,7 %). La répartition détaillée en 2018 est la suivante :
terres arables (53,4 %), forêts (17,3 %), zones agricoles hétérogènes (16,2 %), zones urbanisées (6,6 %), prairies (6,6 %). L'évolution de l’occupation des sols de la commune et de ses infrastructures peut être observée sur les différentes représentations cartographiques du territoire : la carte de Cassini (XVIIIe siècle), la carte d'état-major (1820-1866) et les cartes ou photos aériennes de l'IGN pour la période actuelle (1950 à aujourd'hui).

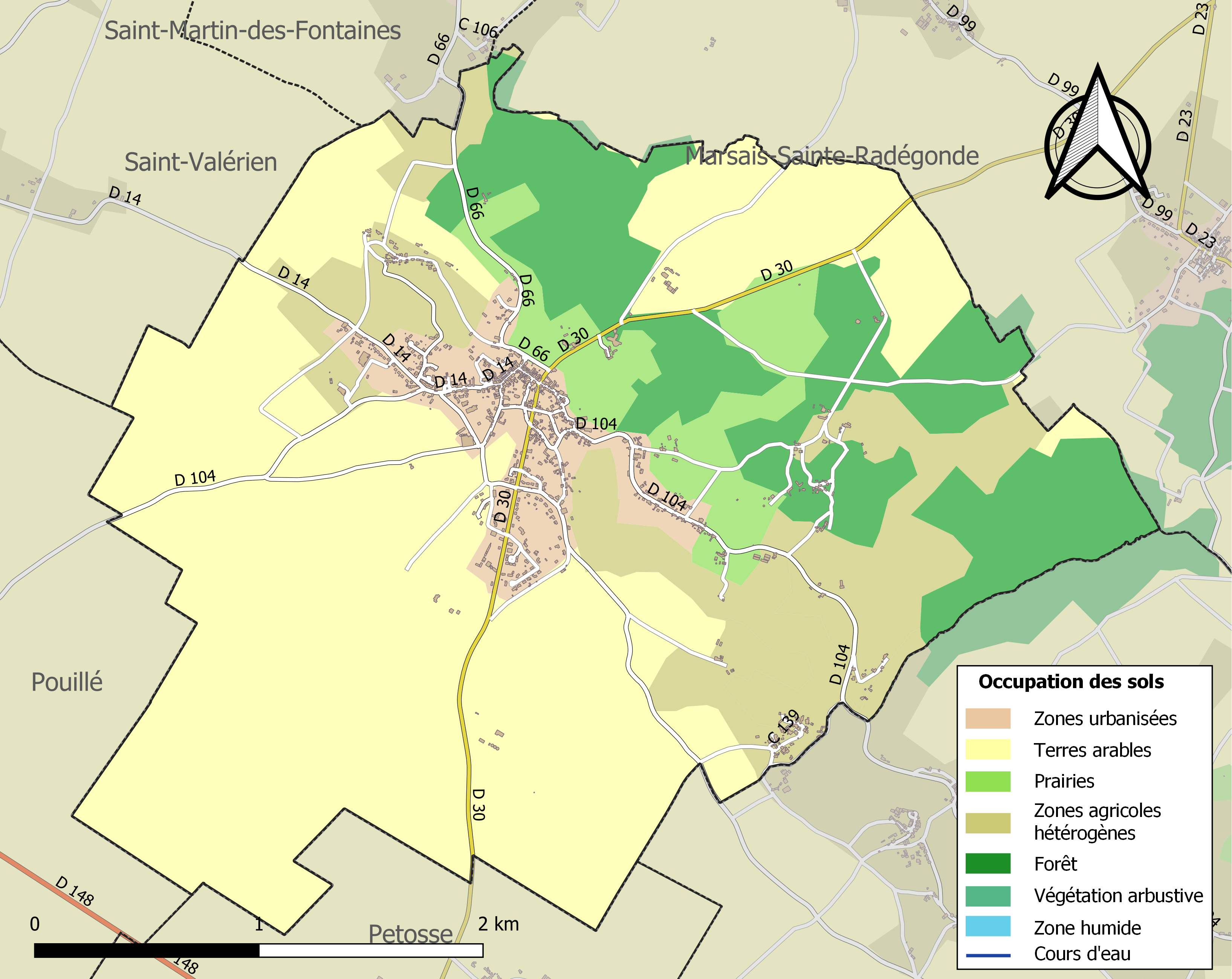
Carte des infrastructures et de l'occupation des sols de la commune en 2018 (CLC).

## Histoire
La seigneurie de l'Hermenault est cédée à l'abbaye de Maillezais par le duc d'Aquitaine. Lorsque Maillezais devient un siège épiscopal, L'Hermenault devient la résidence d'été des évêques, de Maillezais jusqu'en 1648, puis de La Rochelle. Ainsi, le roi Louis XI confirme les droits de l'évêque de Maillezais en 1477, par ses lettres patentes, afin d'effectuer les marchés et les foires à l'Hermenault. Il s'agit d'abord d'un château fort, puis, au XVIe siècle, l'évêque Geoffroy d'Estissac, nommé en 1518, y fait construire une demeure Renaissance.
Liste des poilus Hermenaultais pendant la Première Guerre mondiale :
- CHAUVEAU Emile[15]

Chauveau Emile, Pierre, Ernest, Marie (fils de Alletru Marie Louise), né le 23 décembre 1895 à l'Hermenault en Vendée (85), est un poilu de la Première Guerre Mondiale (1914-1918). Il est cultivateur lorsqu'il est appelé pour défendre son pays. Il incorpore le « 64e Régiment d'Infanterie le 15 décembre 1914 avant de passer au 91e Régiment d'Infanterie le 1er mai 1915 ». C'était un soldat de « 2e classe ». Deux mois plus tard, il est déclaré « disparu » le 13 juillet 1915 à Bois Boulante dans la Meuse (55) à l'âge de 20 ans.
- CHAUVEAU Pierre[16]

Chauveau Pierre, Jean, Hippolyte (fils de Jean et Fagot Jeanne), né le 21 août 1876 à l'Hermenault en Vendée (85), est un poilu de la Première Guerre Mondiale (1914-1918). Il est sabotier lorsqu'il est appelé pour défendre son pays. Il incorpore le « 64e Régiment d'Infanterie » à compter du 15 novembre 1897, « arrigé au corps le dit jour ». C'était un soldat de « 2e classe ». Il a fait la « bataille de la Somme ». Il a reçu un certificat de bonne conduite. Il est déclaré « disparu », le 4 octobre 1914 à Beaucourt dans la Somme (80), à l'âge de 38 ans.
- RAPHEL Gabriel[17]

Raphel Gabriel, Jean, Flavien (fils de René et Renaud Marie), né le 12 mai 1880 à l'Hermenault en Vendée (85), est un poilu de la Première Guerre Mondiale (1914-1918). Il est cultivateur lorsqu'il est appelé pour défendre son pays. Il incorpore le « 137e Régiment d'Infanterie ». C'était un soldat de « 2e classe ». Il a fait la « bataille d'Hébuterne qui a eu lieu du 7 juin au 13 juin 1915, sur le Front Ouest, pendant la Première Guerre Mondiale ». Il est mort le 11 juin 1915 à Amiens dans la Somme (80), à l'âge de 35 ans. Il est décédé dans « l'ambulance 14/91 ».
- RIVASSEAU Léon[18]

Rivasseau Léon, Charles, Firmin (fils de Joseph Philomin et Gautier Louise), né le 30 juin 1881 à l'Hermenault en Vendée (85), est un poilu de la Première Guerre Mondiale (1914-1918). Il est cultivateur lorsqu'il est appelé pour défendre son pays. Il « incorpore le 93e Régiment d'Infanterie à compter du 16 novembre 1902 ». C'était un « soldat ». Il est mort le 18 octobre 1914 à Vendresse dans l'Aisne (02), à l'âge de 33 ans. Il a été « tué à l'ennemi ».
- VINCONNEAU Adrien[19]

Vinconneau Adrien, Gabriel, Marie, Joseph (fils de Pierre et Pélagie Vinconneau), né le 10 mars 1885 à l'Hermenaut en Vendée (85), est un poilu de la Première Guerre Mondiale (1914-1918). Il est comptable lorsqu'il est appelé pour défendre son pays. Il a « accompli une 1re période d'exercices dans le 137e Régiment d'Infanterie du 24 août au 15 septembre 1911, et un 2e dans le 137e Régiment d'Infanterie du 2 au 18 avril 1913 ». C'était un soldat de « 2e classe ». Il est mort le 7 septembre 1914 à Normée dans la Marne (51), à l'âge de 29 ans. Il a été « tué à l'ennemi » et a été « inhumé à la Fère Champenoise » (enterré).
- BOBINET Louis[20]

Bobinet Louis, Jules, Adrien, né le 4 septembre 1882 à l'Hermenault en Vendée (85), est un poilu de la Première Guerre Mondiale (1914-1918). Il est tailleur d'Habits lorsqu'il est appelé pour défendre son pays. Il a fait la « deuxième bataille de Champagne ». Il est déclaré « disparu » le 2 octobre 1915 à Tahure dans la Marne (51), à l'âge de 33 ans.
- FAVREAU Gustave[21]

Favreau Gustave, Henri, Eugène, né le 6 décembre 1887 à l'Hermenault en Vendée (85), est un poilu de la Première Guerre Mondiale (1914-1918). Il est « valet de chambre » lorsqu'il est appelé pour défendre son pays. Il est « affecté au 11e Régiment d'Infanterie à Fontenay-le-Compte le 22 février 1915 ». C'était un soldat de « 2e classe ». Il est « reconnu bon pour le service armé par décision du conseil de révision de 1914 ». Il est mort le 11 décembre 1915 à Tahure dans la Marne (51), à l'âge de 28 ans. Il a été « tué à l'ennemi ».
- MOREAU Octave[22]

Moreau Octave, Eugène, né le 11 mai 1888 à Pouillé en Vendée (85), est un poilu de la Première Guerre Mondiale (1914-1918). Il est cultivateur lorsqu'il est appelé pour défendre son pays. Il est « incorporé au 3e Régiment d'Infanterie ». C'était un « caporal ». Il est déclaré « disparu » le 25 septembre 1915 à Ville-sur-Tourbe. Son décès est fixé par le jugement au tribunal de Fontenay-le-Comte en date du 26 mai 1920. Il a été « tué à l’ennemi » à l'âge de 27 ans.
- DELIGNE Auguste[23]

Deligné Auguste, Georges, Eugène (fils d’Eugène et Gratreau Marie), né le 14 février 1891 à l'Hermenault en Vendée (85), est un poilu de la Première Guerre Mondiale (1914-1918). Il est cultivateur lorsqu'il est appelé pour défendre son pays. Il est « incorporé au 3e Régiment d'Infanterie Coloniale à Rochefort à compter du 9 octobre 1912 ». C'était un soldat de « 2e classe ». Il est mort le 22 août 1914 à Saint Vincent Rossignol, en Belgique, à l'âge de 23 ans. Il a été « tué à l'ennemi ».
- CHAIGNEAU Eugène[24]

Chaigneau Eugène, Victor, Félix (fils d’Eugène et Batiot Mélanie), né le 1er août 1891 à l'Hermenault en Vendée (85), est un poilu de la Première Guerre Mondiale. Il est « domestique agricole » lorsqu'il est appelé pour défendre son pays. Il est « incorporé au 54e Régiment d'Infanterie ». C'était un soldat de « 2e classe ». Il est mort le 24 août 1914 à Arrancy dans la Meuse (55) à l'âge de 23 ans. Il a été « tué à l'ennemi ».

## Héraldique
| Blason | Blasonnement : De gueules aux deux clefs d'argent passées en sautoir, au chef d'hermine. |

## Politique et administration

### Liste des maires
| Période                                  | Période               | Identité                       | Étiquette         | Qualité |
| ---------------------------------------- | --------------------- | ------------------------------ | ----------------- | --- |
| Les données manquantes sont à compléter. |                       |                                |                   | |
| 1839                                     | 1848                  | VIctor Bernard                 |                   | |
| 1848                                     | 1871                  | Louis Baron                    |                   | |
| 1871                                     | janvier 1900 (décès)  | Louis Godet de La Ribouillerie | Union des droites | Propriétaire Député de la Vendée (1871→ 1876 et 1885 → 1889) Conseiller général de L'Hermenault (1871 → 1889 et 1898 → 1900) Président du conseil général de la Vendée (1887 → 1889) |
| 1900                                     | 1919                  | Marie Omer Robineau            |                   | |
| 1919                                     | 1945                  | Pierre Coyreau des Loges       |                   | |
| 1945                                     | mars 1959             | Jean-Louis Bobin               | RPF puis DVD      | Notaire Conseiller général de L'Hermenault (1949 → 1955) |
| mars 1959                                | avril 1969 (décès)    | Maurice Venant                 | DVD               | Entrepreneur de maçonnerie Conseiller général de L'Hermenault (1955 → 1969) |
| juin 1969                                | mars 1978 (démission) | Jean Cognacq                   | DVD               | Notaire Conseiller général de L'Hermenault (1969 → 1973) |
| avril 1978                               | août 1985 (démission) | Maximin Pelletier              |                   | Retraité de la police nationale Premier adjoint au maire (1977 → 1978) |
| octobre 1985                             | juin 1995             | Gustave Pouponneau             | PCF               | Agriculteur |
| juin 1995                                | mars 2008             | Franck Andrieux                | DVD               | Chirurgien-dentiste |
| mars 2008                                | octobre 2012 (décès)  | Chantal Dormegnies             | SE                | Institutrice retraitée |
| décembre 2012                            | mars 2014             | François-Xavier Haugmard       |                   | Notaire, ancien premier adjoint |
| mars 2014                                | 18 mai 2020           | Jean-Pierre Roux               |                   | Retraité de la fonction publique 4e vice-président du Pays de Fontenay-Vendée (2017 → 2020)                                                                                          |
| 18 mai 2020                              | En cours              | Yves Germain                   |                   | Cadre retraité |

## Population et société

### Démographie

#### Évolution démographique
L'évolution du nombre d'habitants est connue à travers les recensements de la population effectués dans la commune depuis 1793. Pour les communes de moins de 10 000 habitants, une enquête de recensement portant sur toute la population est réalisée tous les cinq ans, les populations de référence des années intermédiaires étant quant à elles estimées par interpolation ou extrapolation. Pour la commune, le premier recensement exhaustif entrant dans le cadre du nouveau dispositif a été réalisé en 2008.

En 2022, la commune comptait 903 habitants, en évolution de −0,88 % par rapport à 2016 (Vendée : +5,33 %, France hors Mayotte : +2,11 %).
| 1793 | 1800 | 1806 | 1821 | 1831 | 1836 | 1841 | 1846  | 1851  |
| ---- | ---- | ---- | ---- | ---- | ---- | ---- | ----- | ----- |
| 746  | 863  | 874  | 894  | 909  | 894  | 988  | 1 005 | 1 056 |

| 1856  | 1861  | 1866 | 1872 | 1876 | 1881 | 1886 | 1891 | 1896 |
| ----- | ----- | ---- | ---- | ---- | ---- | ---- | ---- | ---- |
| 1 064 | 1 008 | 983  | 944  | 956  | 960  | 965  | 997  | 954  |

| 1901 | 1906 | 1911 | 1921 | 1926 | 1931 | 1936 | 1946 | 1954 |
| ---- | ---- | ---- | ---- | ---- | ---- | ---- | ---- | ---- |
| 957  | 960  | 958  | 862  | 828  | 798  | 785  | 840  | 788  |

| 1962 | 1968 | 1975 | 1982 | 1990 | 1999 | 2006 | 2008 | 2013 |
| ---- | ---- | ---- | ---- | ---- | ---- | ---- | ---- | ---- |
| 809  | 832  | 864  | 914  | 855  | 843  | 850  | 851  | 868  |

| 2018 | 2022 | - | - | - | - | - | - | - |
| ---- | ---- | - | - | - | - | - | - | - |
| 915  | 903  | - | - | - | - | - | - | - |

#### Pyramide des âges
La population de la commune est relativement âgée.
En 2018, le taux de personnes d'un âge inférieur à 30 ans s'élève à 26,9 %, soit en dessous de la moyenne départementale (31,6 %). À l'inverse, le taux de personnes d'âge supérieur à 60 ans est de 38,5 % la même année, alors qu'il est de 31,0 % au niveau départemental.
En 2018, la commune comptait 436 hommes pour 479 femmes, soit un taux de 52,35 % de femmes, légèrement supérieur au taux départemental (51,16 %).
Les pyramides des âges de la commune et du département s'établissent comme suit.
| Hommes | Classe d’âge | Femmes |
| ------ | ------------ | ------ |
| 1,6    | 90 ou +      | 6,9    |
| 13,3   | 75-89 ans    | 17,3   |
| 18,8   | 60-74 ans    | 18,6   |
| 22,2   | 45-59 ans    | 19,0   |
| 15,6   | 30-44 ans    | 12,7   |
| 11,2   | 15-29 ans    | 10,4   |
| 17,2   | 0-14 ans     | 15,0   |

| Hommes | Classe d’âge | Femmes |
| ------ | ------------ | ------ |
| 0,8    | 90 ou +      | 2,2    |
| 8,7    | 75-89 ans    | 11,1   |
| 20,3   | 60-74 ans    | 21,3   |
| 20     | 45-59 ans    | 19,4   |
| 17,5   | 30-44 ans    | 16,8   |
| 15     | 15-29 ans    | 13,2   |
| 17,7   | 0-14 ans     | 16,1   |

## Culture locale et patrimoine

### Lieux et monuments
- Ancien château fort dont il ne reste que la tour de la fin du XVe à mâchicoulis ornés de motifs tréflés et flanquée d'une tourelle ;
- Église de la Nativité-de-Notre-Dame, inscrite aux monuments historiques depuis 1984 ;
- Parc dans lequel poussent des platanes.

### Personnalités liées à la commune
- Jacques-Raoul de La Guibourgère (1589-1661), maire de Nantes (1621-1623), puis évêque de Saintes (1632), de Maillezais (1646), de La Rochelle (1648), meurt dans la résidence épiscopale de L'Hermenault en 1661.
- Louis Godet de La Ribouillerie (1828-1900), homme politique né et décédé à L'Hermenault, maire de L'Hermenault, député de la Vendée de 1871 à 1876 et de 1885 à 1889.
- Geoffroy d'Estissac y possédait le château.

## Pour approfondir